# 中野竜 (バレーボール)
中野 竜（なかの りゅう、1998年8月28日 - ）は、日本の男子バレーボール選手である。

## 来歴
埼玉県川口市出身。親の影響で小学4年生からバレーボールを始める。
創造学園高等学校（現・松本国際高等学校）、中央大学を経て、2020/21シーズン、V.LEAGUE DIVISION2 MEN（V2男子）に所属する埼玉アザレアの内定選手となった。内定選手としてV2の試合に出場し、Vリーグデビューを果たした。
2021年、大学卒業後に、埼玉アザレアに入団した。1シーズンプレーし、もっと成長したい気持ちを持ち、チームを退団した。
2022年、V1男子に所属するVC長野トライデンツに入団した。入団1シーズン目の2022-23シーズン、V1の試合に出場しV1デビューを果たした。
2024年5月、VC長野を退団。6月に北海道イエロースターズ入団が発表された。

## 所属チーム
- 創造学園高等学校（2014-2017年）
- 中央大学（2017-2021年）
- 埼玉アザレア（2021-2022年）
- VC長野トライデンツ（2022-2024年）
- 北海道イエロースターズ（2024-）